# Motorradmuseum Ibbenbüren

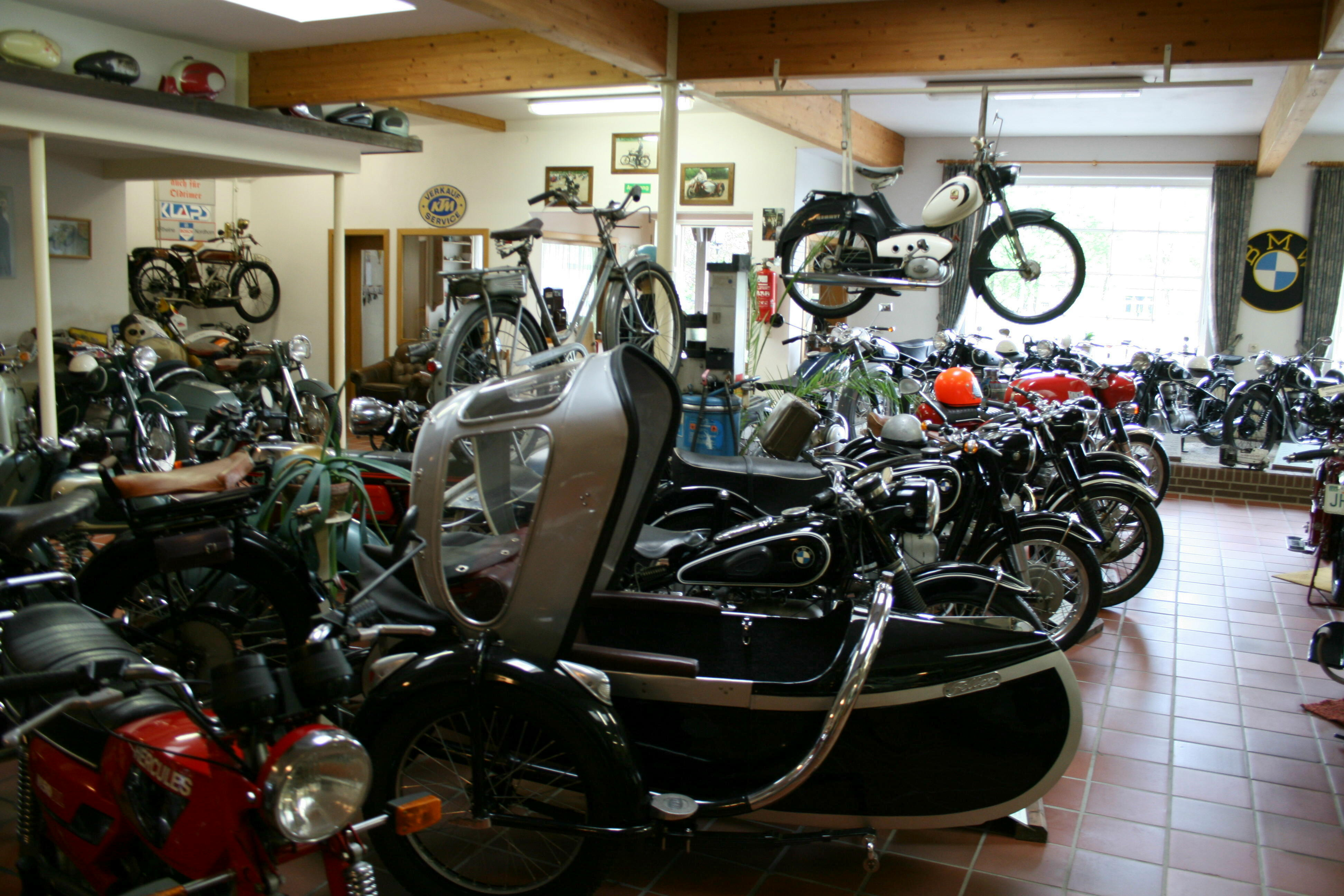
Motorradmuseum Ibbenbüren, Eingangshalle

Das Motorradmuseum Ibbenbüren mit Sitz in Ibbenbüren (Nordrhein-Westfalen) ist ein privat geführtes Motorradmuseum. Das Museum befindet sich in einem ehemaligen Dorfschulgebäude in Ibbenbüren-Lehen. Gegründet wurde die private Motorradsammlung im Jahr 1978 von Robert Stockmann, der das Museum noch heute leitet.

## Ausstellungsobjekte

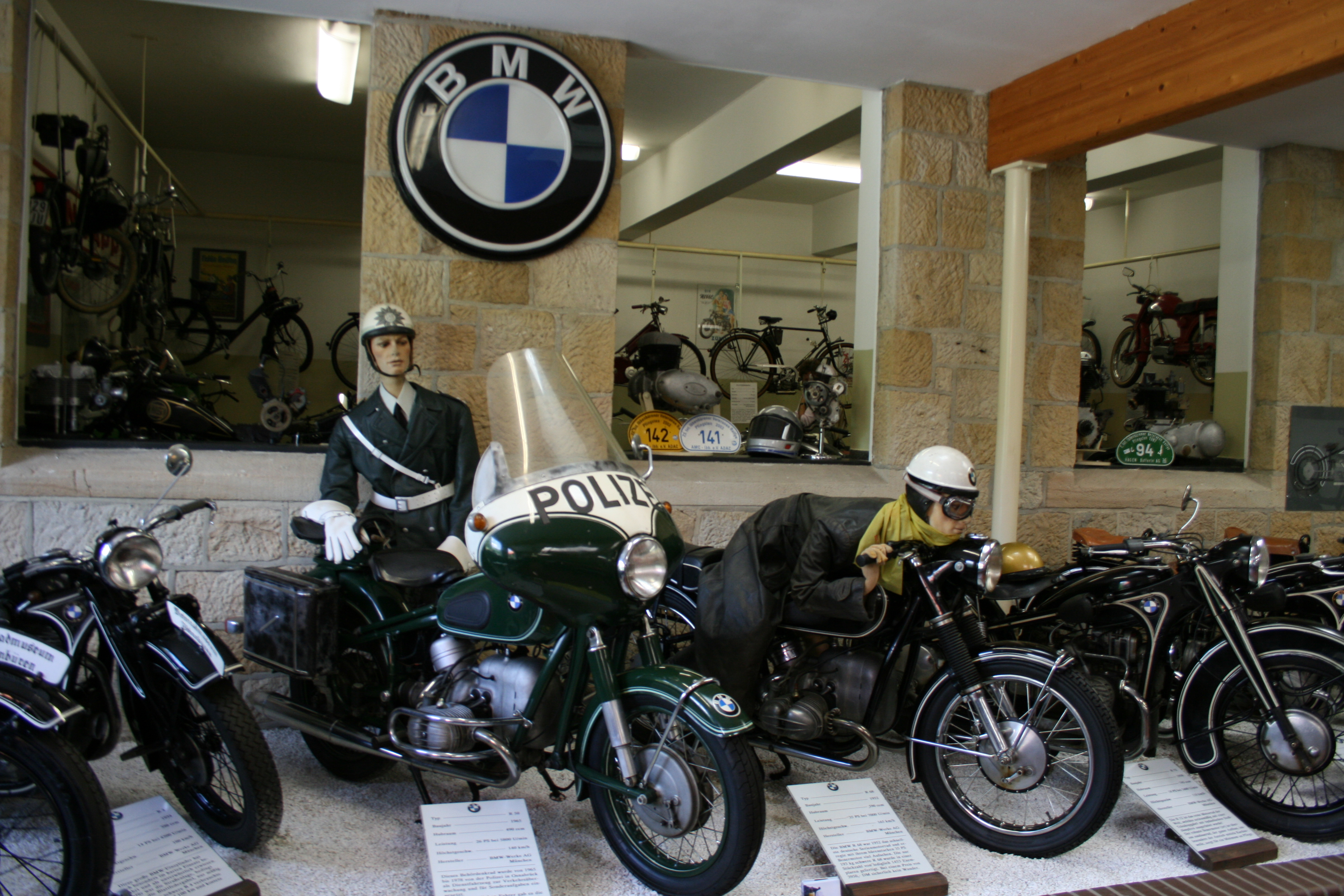
BMW-Maschinen im Motorradmuseum Ibbenbüren

Die Ausstellung umfasst mehr als 170 motorisierte Zweiräder, vom Fahrrad mit Hilfsmotor (NSU-Quickly) aus den 1950er Jahren bis hin zum schwersten Motorrad deutscher Fertigung, der Münch Mammut 1200 TTS.
Neben Maschinen aus den Anfängen des Motorradbaus bilden Motorräder aus der Zeit vor dem Zweiten Weltkrieg (unter anderem Mars, Diehl, Stock, Wanderer) und Motorräder aus den Boomjahren des deutschen Motorradbaus in den 1950er Jahren den Schwerpunkt der Ausstellung (unter anderem Adler, BMW, DKW, Imme, Hercules, Horex, Kreidler, Maico, MZ, NSU, Victoria und Zündapp). Bei allen ausgestellten Fahrzeugen sind Informationstafeln über Baujahre sowie technischen Angaben und konstruktiven Besonderheiten vorhanden.
Viele zeittypische Dokumente wie Betriebsanleitungen, Ersatzteile, Motoren, Markenschilder und alte Motorradbekleidung sowie Helme geben der Ausstellung eine besondere Note. So ist unter anderem auch ein Schnittmodell einer 1000er Yamaha ausgestellt, die Einblick in die Motorrad-Technik sichtbar gemacht.
Überregional bekannt ist das Museum als regelmäßiges Anfahrtsziel des traditionellen Internationalen Motorrad-Veteranen-Treffens, das jährlich über Pfingsten in Ibbenbüren stattfindet und die größte Veranstaltung dieser Art auf dem europäischen Kontinent ist.

## Abbildungen

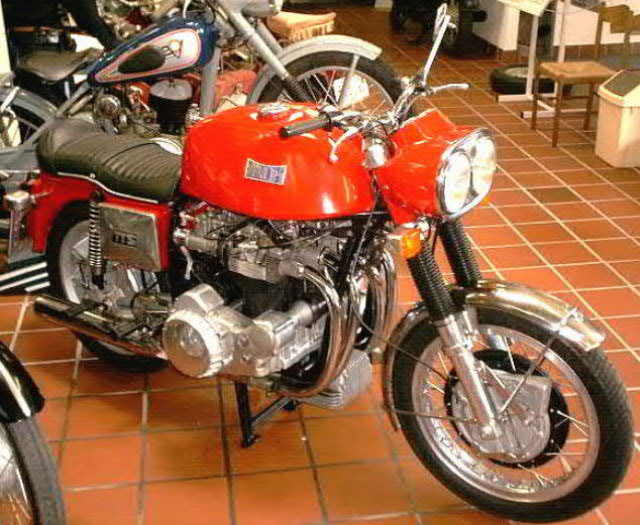
Münch Mammut 1200 TTS
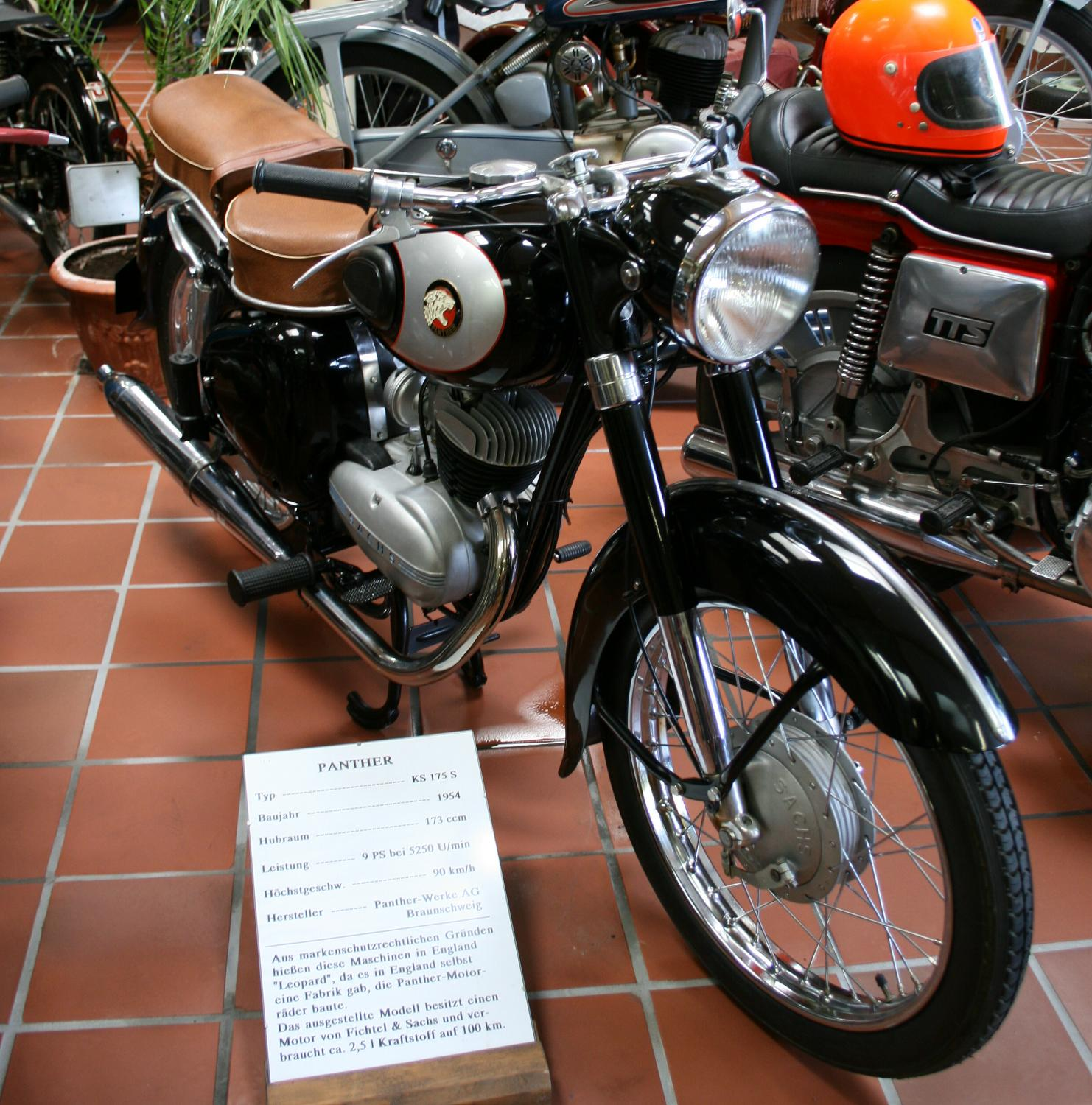
Panther KS 175
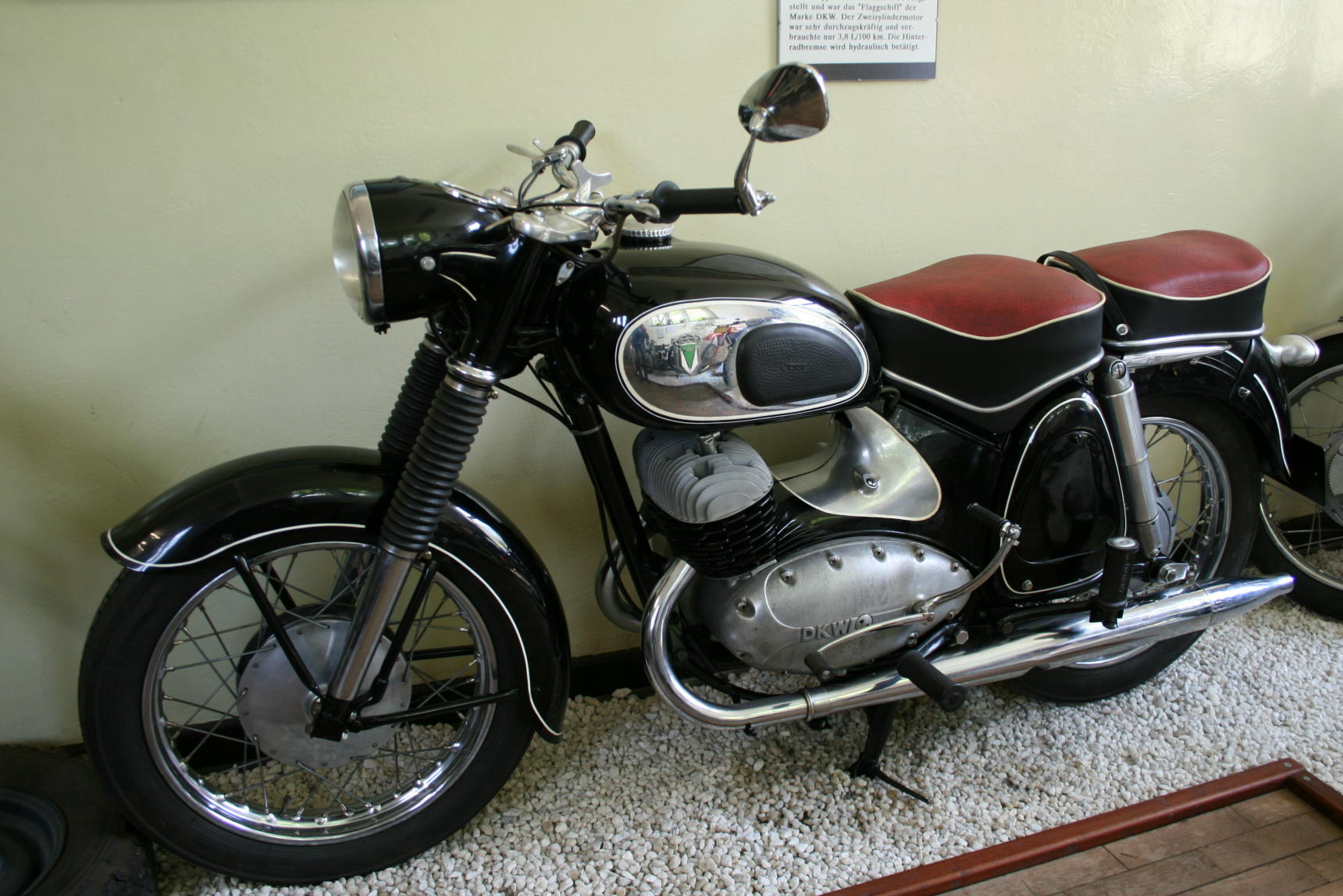
DKW RT 350 S
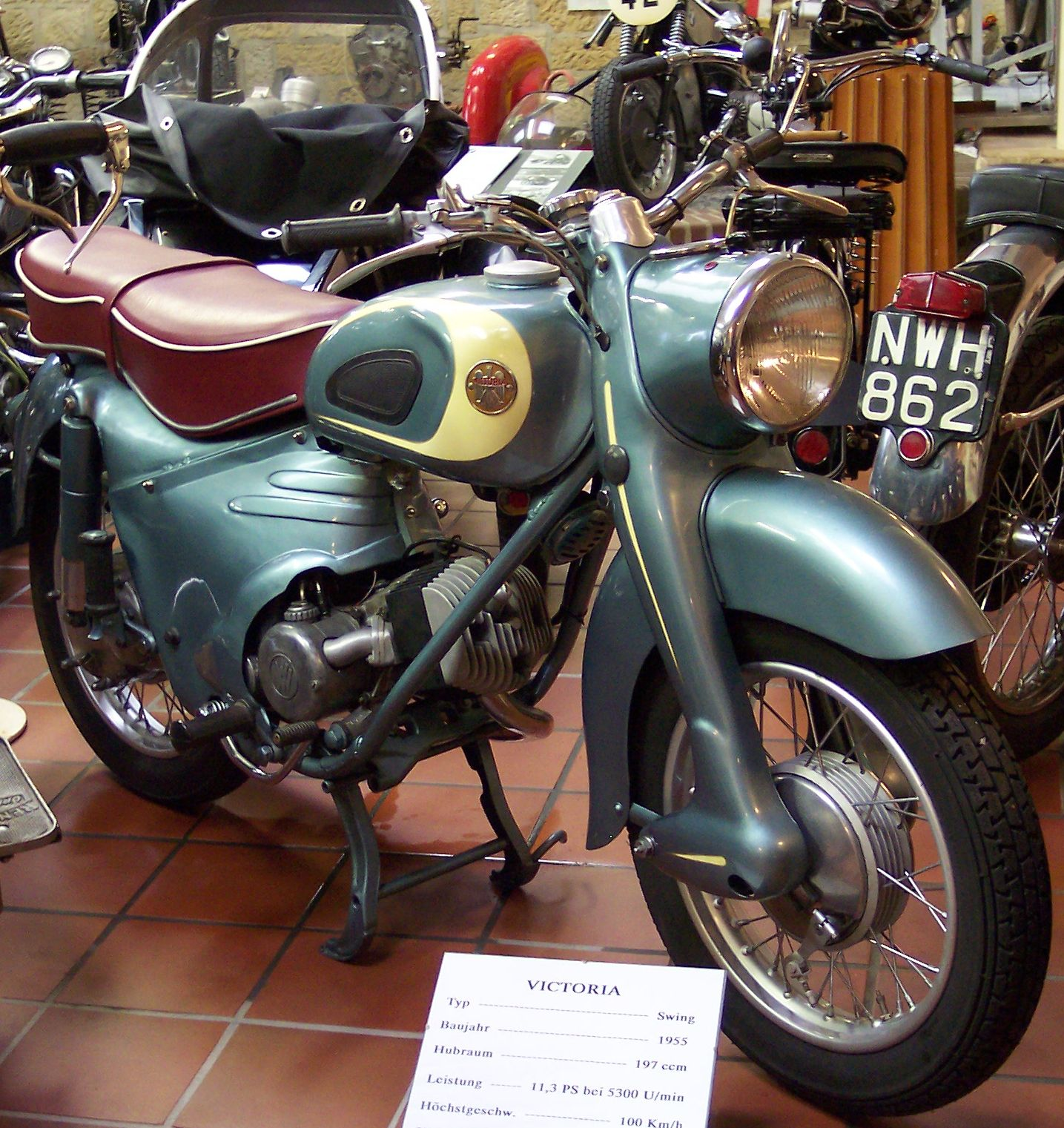
Victoria Swing
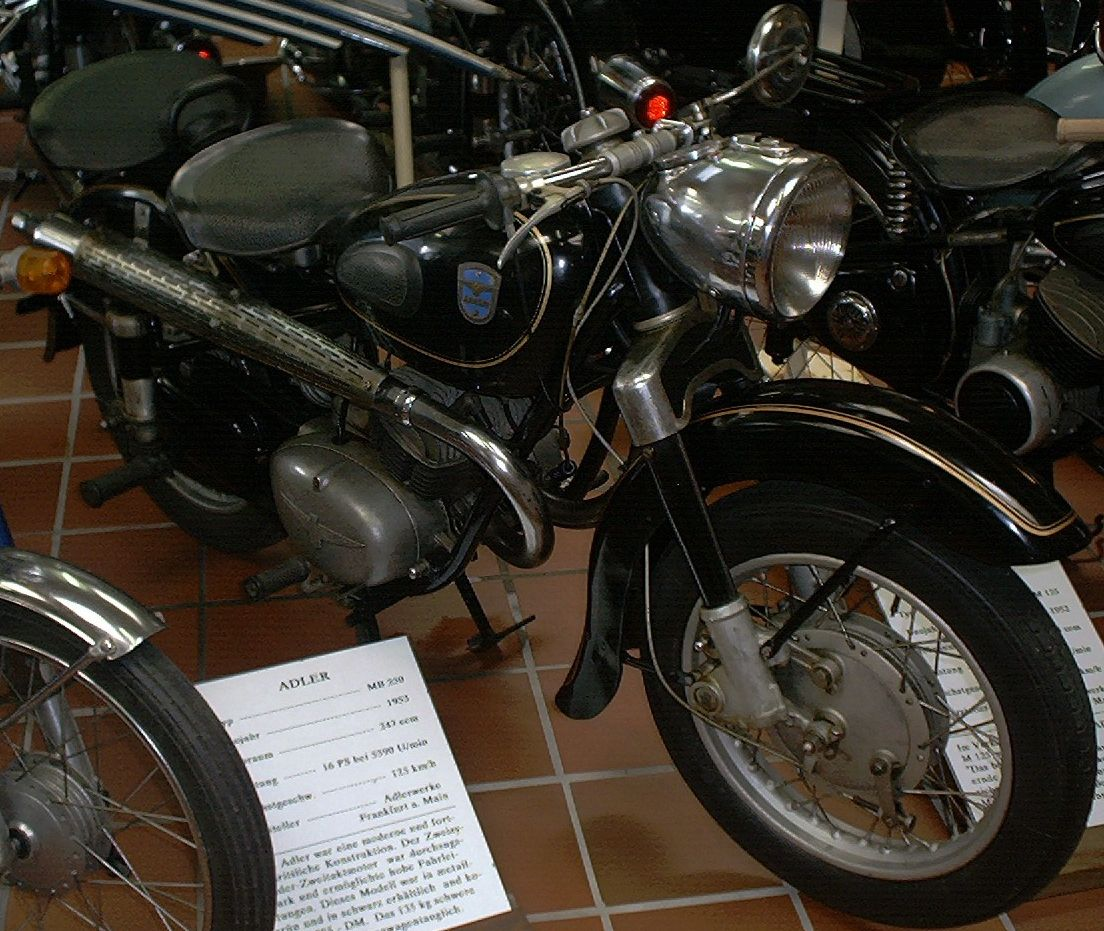
Adler MB 250
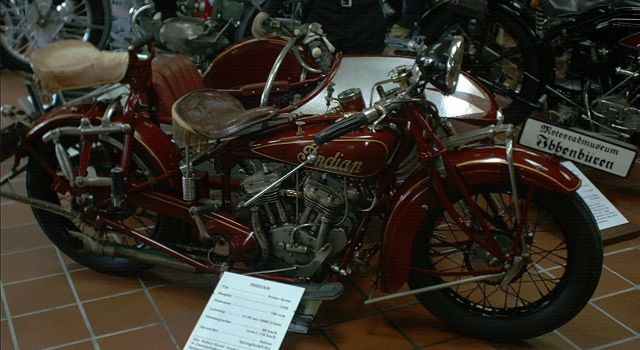
Indian-Gespann
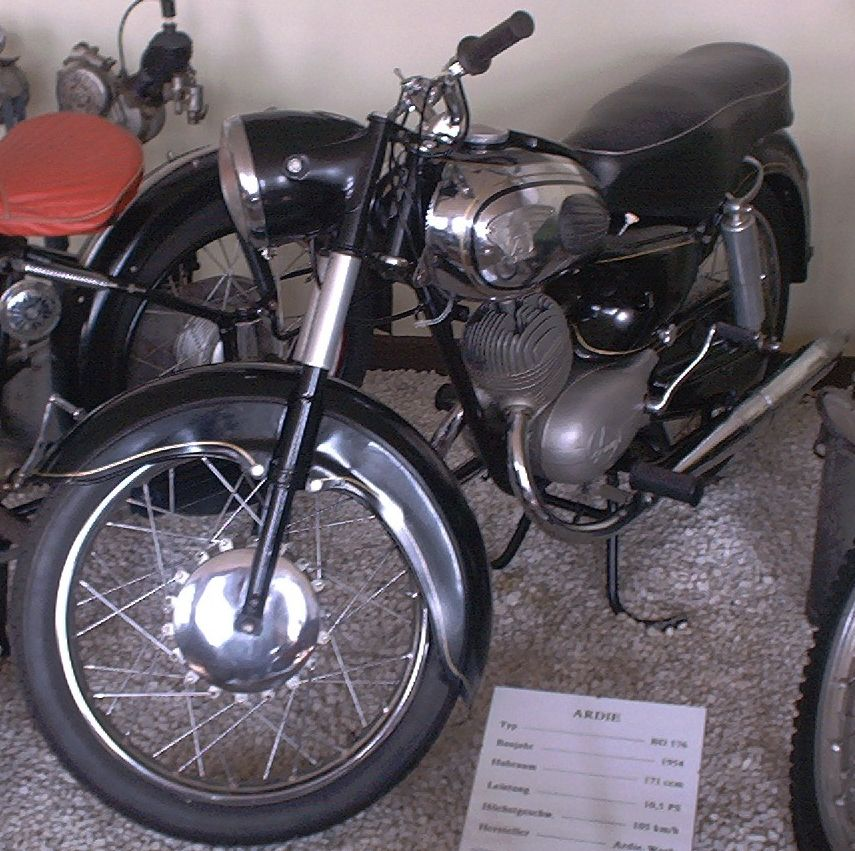
Ardie BD 176
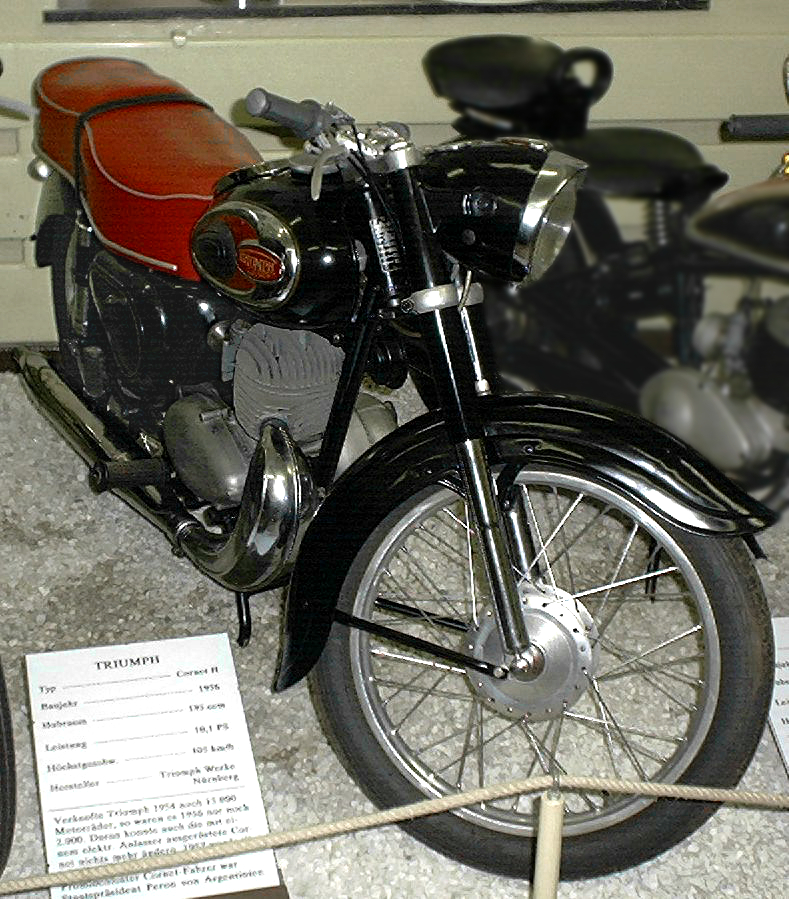
Triumph Cornet
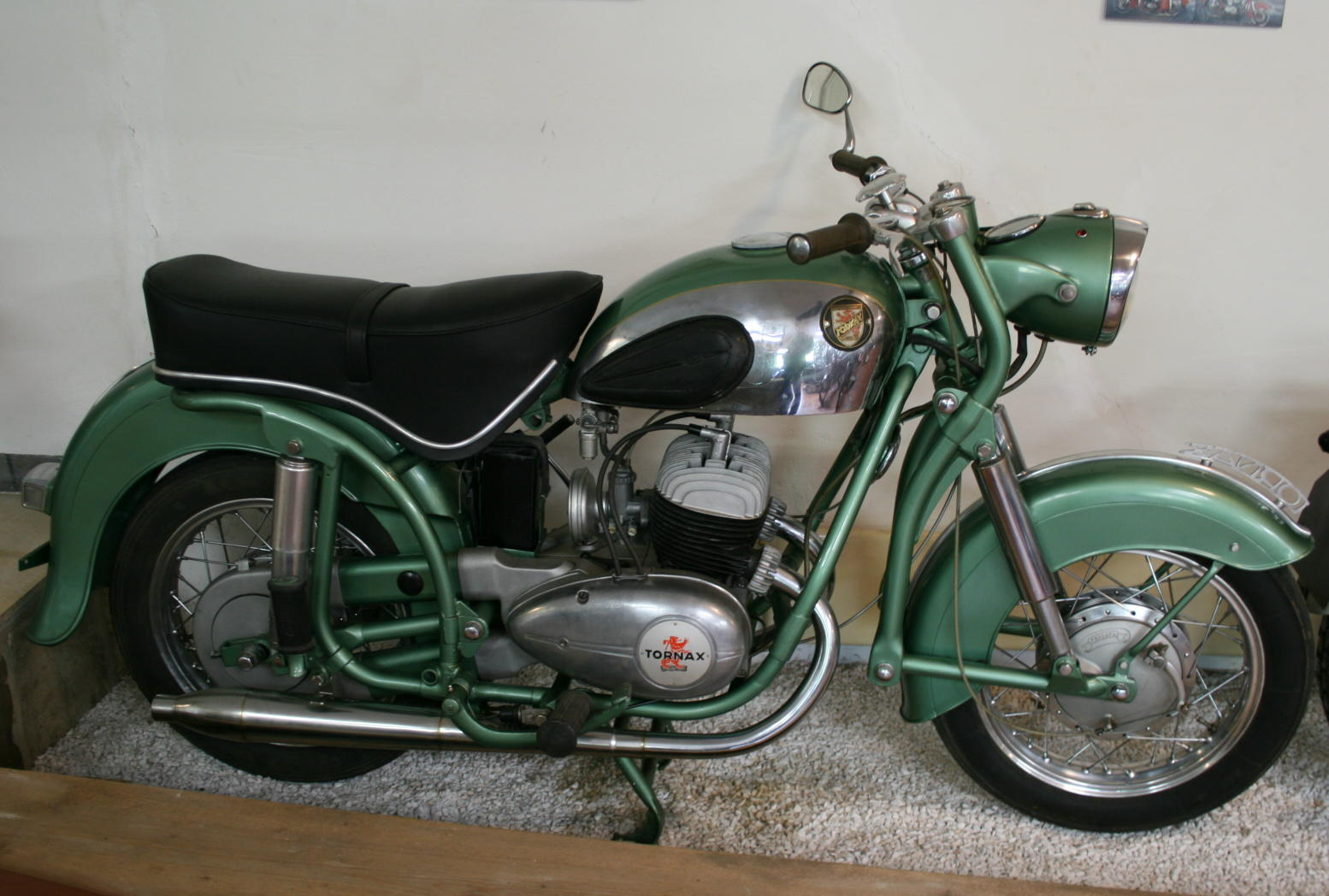
Tornax S 250
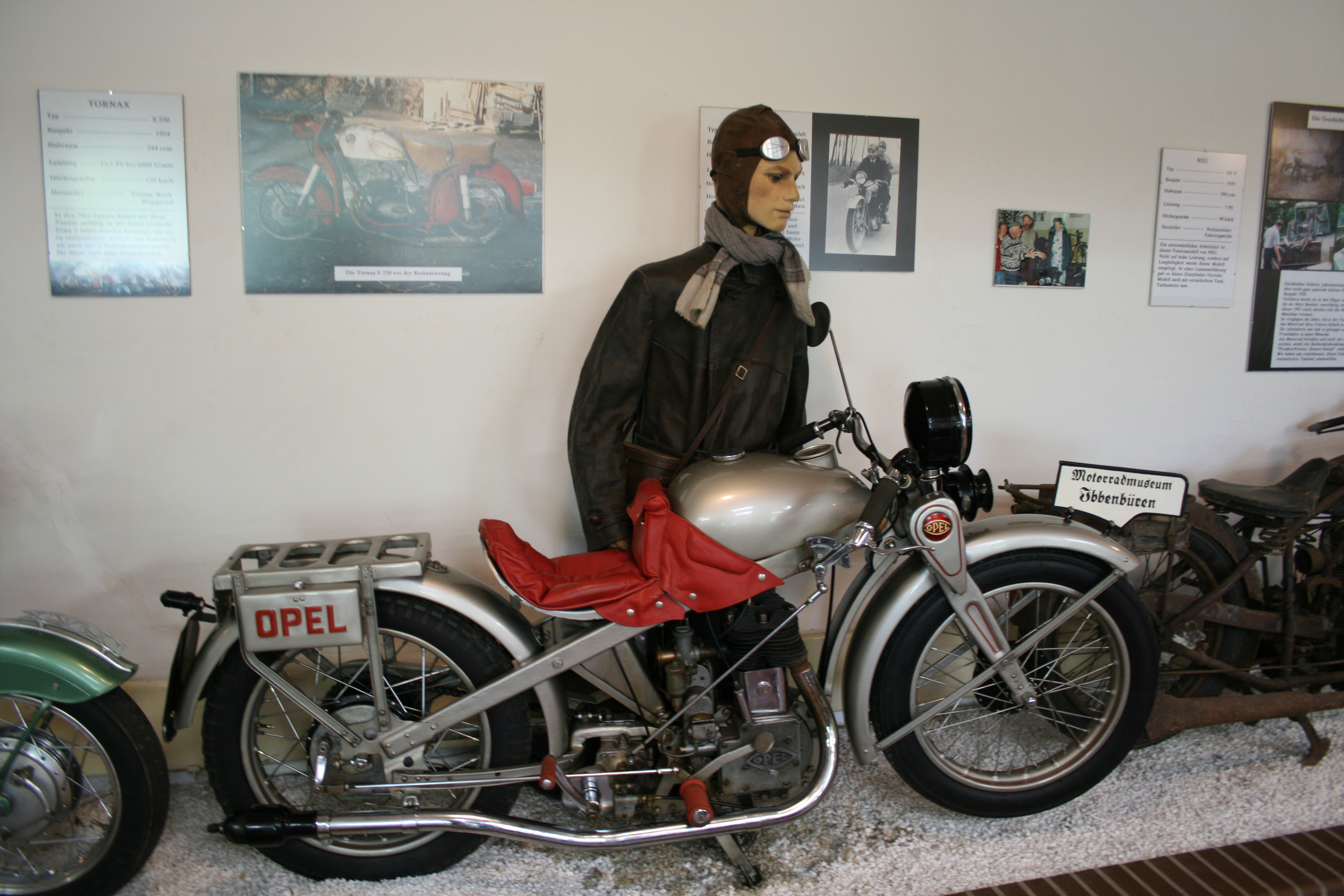
Opel-Neander
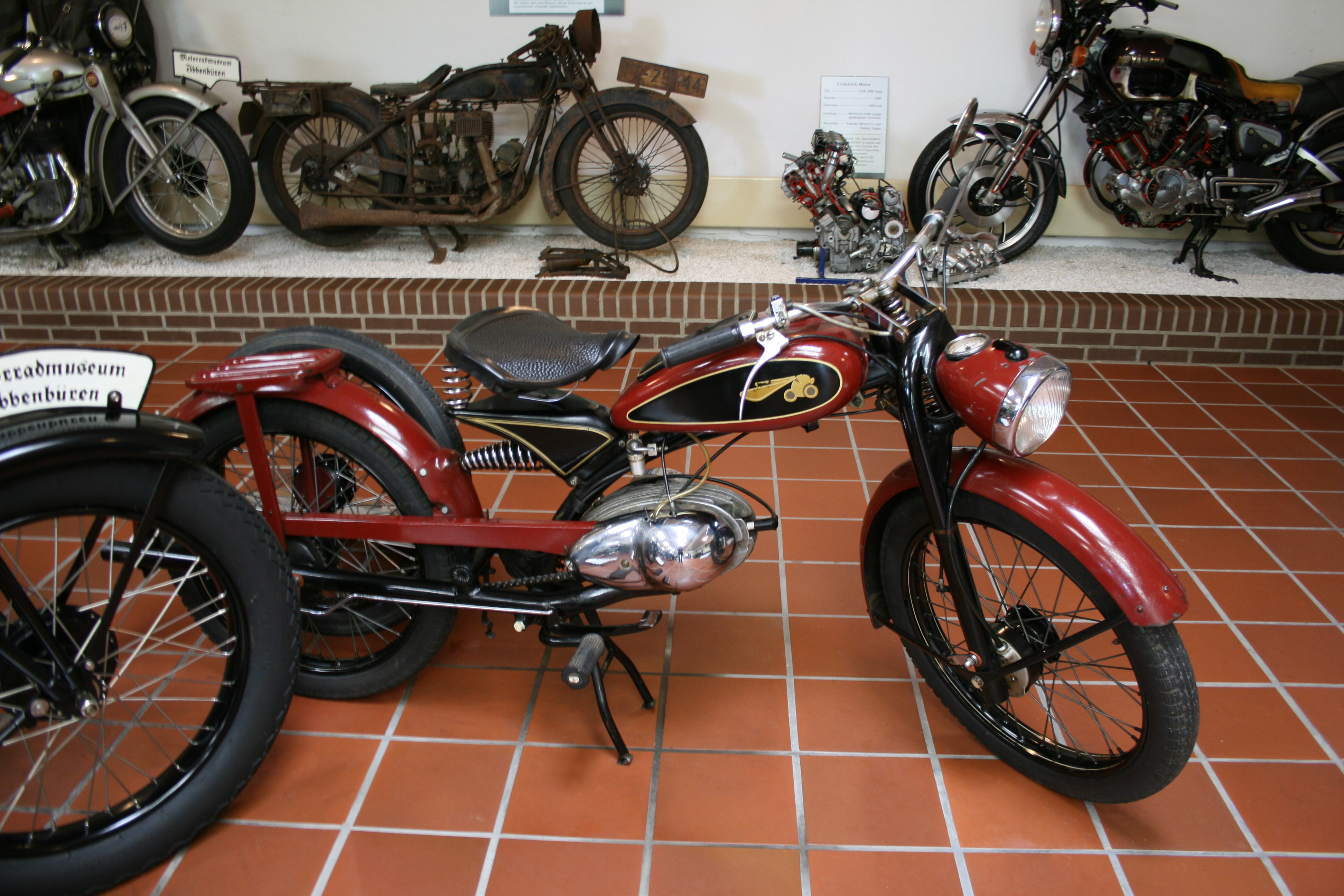
Imme 100
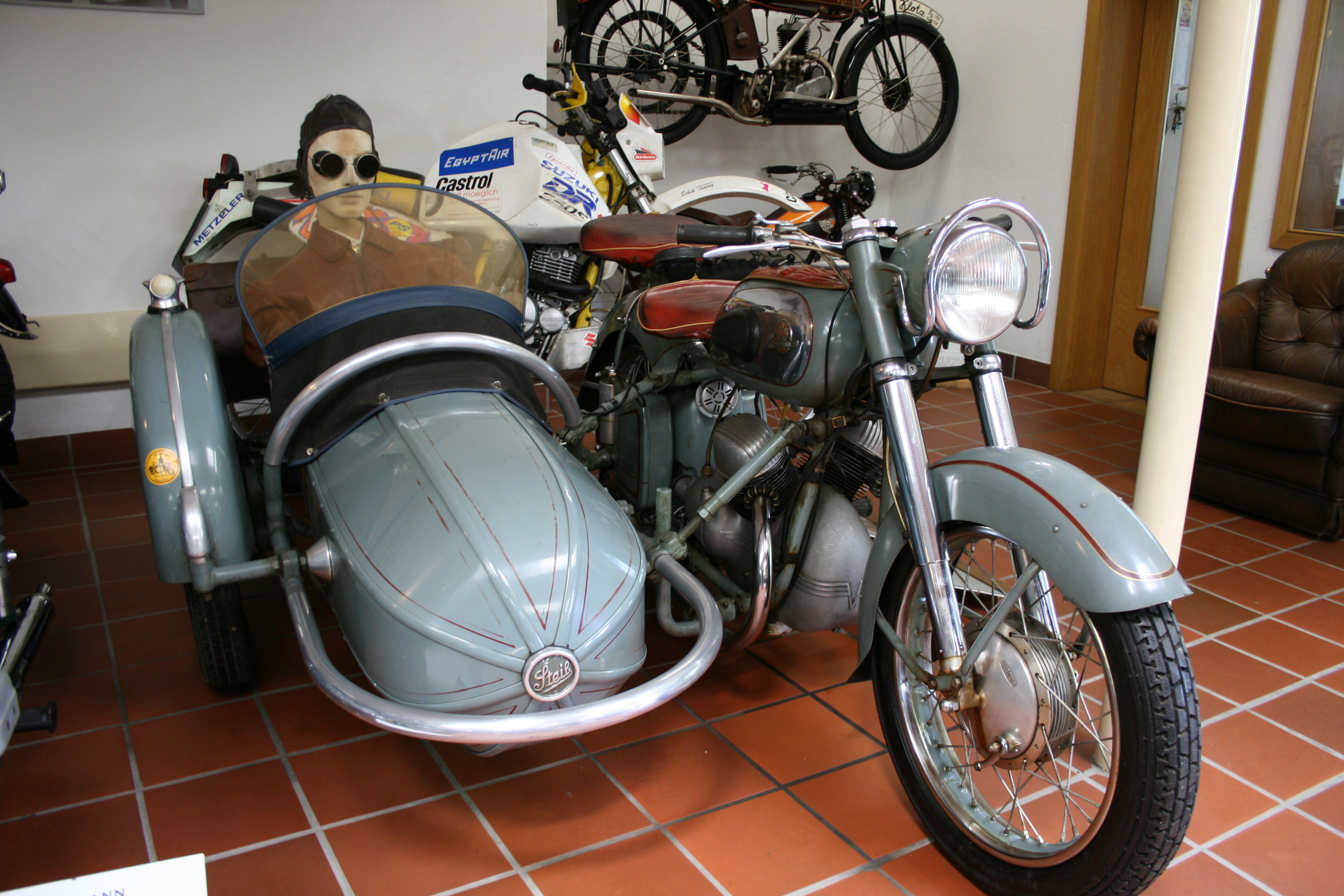
Victoria Bergmeister 350 Gespann